# فرودگاه سومتر
فرودگاه سومتر (به انگلیسی: Sumter Airport) یک فرودگاه همگانی بهره‌برداری هوایی با کد یاتا SUM است که یک باند فرود آسفالت دارد و طول باند آن ۱۶۷۷ متر است. این فرودگاه در کشور ایالات متحده آمریکا قرار دارد و در ارتفاع ۵۵ متری از سطح دریا واقع شده است.